# Bildungscampus Freiham
Der Bildungscampus Freiham besteht aus einem Schulcampus mit Grund-, Real- und Förderschule, einem Gymnasium, einer Versammlungshalle für knapp 1000 Personen, einer Mensa, einer Bibliothek und einem gemeinsamen Sportpark in der Bodenseestraße 400 im Münchner Stadtteil Freiham.
Das Areal umfasst 38.500 Quadratmeter und bietet Platz für 3000 Schüler.

## Campus
Der Bildungscampus wurde im September zum Schuljahr 2019/20 eröffnet. Geplant wurde der Schulcampus von dem Münchner Büro Schürmann Dettinger Architekten. Die Campusmitte stammt von Auer Weber. Die Außenanlagen von Keller Damm. Die Baukosten beliefen sich auf 245 Millionen Euro.
Der Campus ist mit der S-Bahnlinie 8 am Haltepunkt München-Freiham sowie mit der Buslinien 57 und 143 zu erreichen.

## Schulen

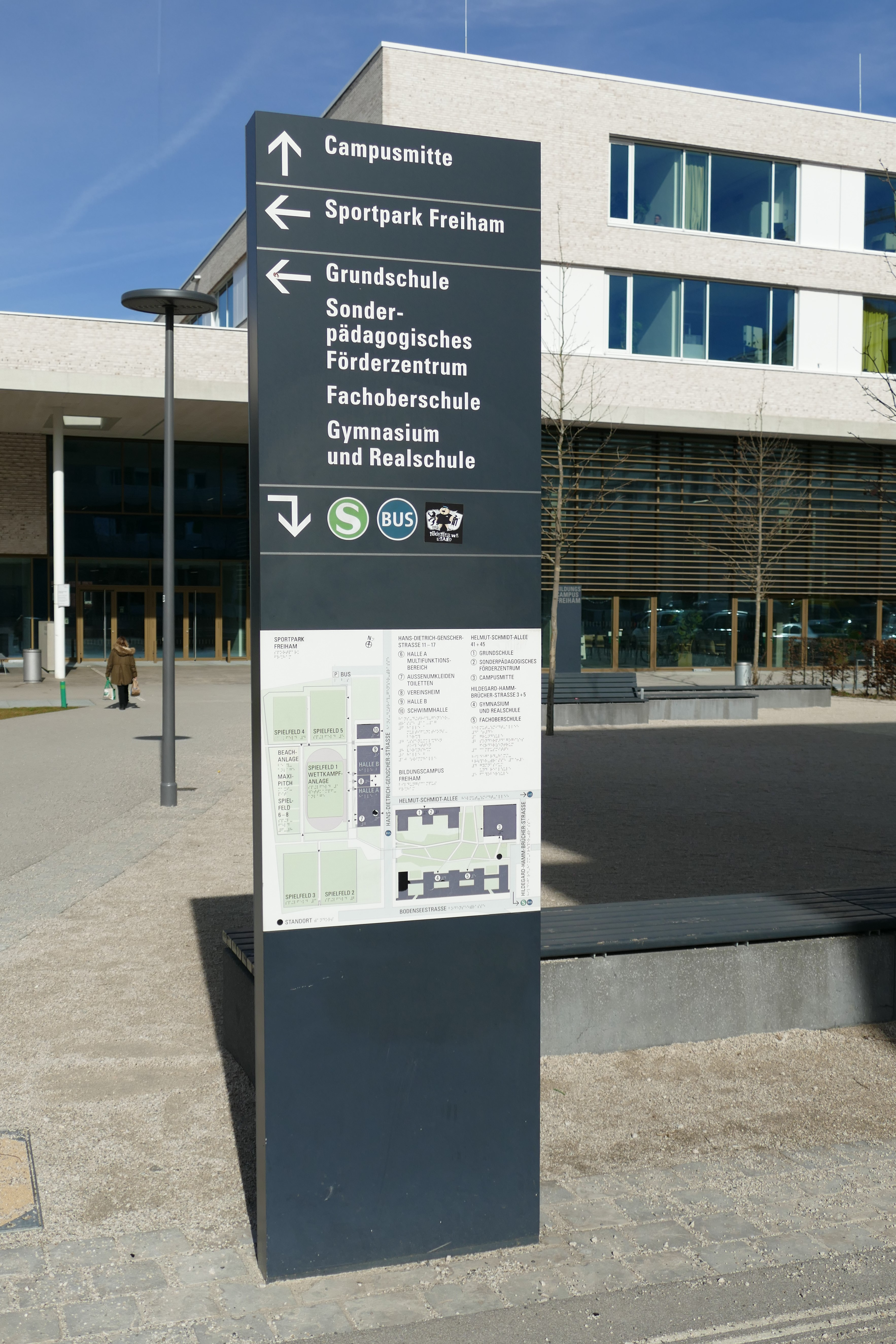
Informationstafel auf dem Bildungscampus Freiham 2024

Das Münchner Lernhauskonzept unterteilt die fünf Schulen nochmals in kleine „Schulen in der Schule“, sogenannte Lernhäuser. Sachaufwandsträger der Schulen ist die Stadt München.

### Gymnasium Freiham
Im Herbst 2019 wurde am Campus das Gymnasium Freiham eröffnet. Es bietet einen naturwissenschaftlich-technologischen und einen neusprachlichen Zweig ab der 8. Klasse an und wurde im Schuljahr 2023/24 von 1.019 Schülern besucht. Es ist als sechszügiges Gymnasium für ca. 1.600 Schüler geplant.

### Staatliche Realschule Freiham
Die Realschule Freiham startete zum Schuljahr 2019/20 und wurde im Schuljahr 2023/24 von 772 Schülern besucht. Ab der 7. Jahrgangsstufe kann zwischen den  Wahlpflichtfächergruppen I (Mathematik, Physik), II (Betriebswirtschaftslehre, Rechnungswesen), IIIa (Französisch) und IIIb (Kunst) gewählt werden.

### Weitere Schulen und Bildungseinrichtungen
Am Campus befinden sich außerdem eine Grundschule sowie das Sonderpädagogische Förderzentrum München-West für die Jahrgangsstufen 1 bis 9 mit dem Förderschwerpunkt Lernen. Bis 2025 sollen in Freiham 13 Kindertageseinrichtungen mit bis zu 468 Krippen- und 975 Kindergartenplätzen fertiggestellt sein. 2025 soll am Bildungscampus ein Kulturzentrum mit der dann größten Stadtteilbücherei der Münchner Stadtbibliothek eröffnen.
Die 2019 neugegründete FOS Nord mit den Ausbildungsrichtungen Sozialwesen und Gesundheit hat 2024 den Standort am Bildungscampus Freiham verlassen und befindet sich seit dem Schuljahr 2024/25 zusammen mit der Willy-Brandt-Gesamtschule München in der Freudstraße 15.